# Memoirs of a Madman
Memoirs of a Madman es un álbum recopilatorio del cantante británico Ozzy Osbourne, lanzado en formato CD y DVD el 14 de octubre de 2014. Fue editado como una actualización del compilado The Ozzman Cometh, no disponible en el mercado en la actualidad.

## Lista de canciones

### CD
| N.º | Título                                           | Álbum original         | Duración |  |
| 1.  | «Crazy Train»                                    | Blizzard of Ozz        | 4:56     |  |
| 2.  | «Mr Crowley»                                     | Blizzard of Ozz        | 4:57     |  |
| 3.  | «Flying High Again»                              | Diary of a Madman      | 4:39     |  |
| 4.  | «Over the Mountain»                              | Diary of a Madman      | 4:32     |  |
| 5.  | «Bark at the Moon»                               | Bark at the Moon       | 4:17     |  |
| 6.  | «The Ultimate Sin»                               | The Ultimate Sin       | 3:44     |  |
| 7.  | «Miracle Man»                                    | No Rest for the Wicked | 3:44     |  |
| 8.  | «No More Tears» (edit)                           | No More Tears          | 5:54     |  |
| 9.  | «Mama, I'm Coming Home»                          | No More Tears          | 4:12     |  |
| 10. | «Road to Nowhere»                                | No More Tears          | 5:12     |  |
| 11. | «Perry Mason»                                    | Ozzmosis               | 5:54     |  |
| 12. | «I Just Want You»                                | Ozzmosis               | 4:56     |  |
| 13. | «Gets Me Through»                                | Down to Earth          | 5:05     |  |
| 14. | «Changes» (con Kelly Osbourne)                   | Under Cover            | 4:07     |  |
| 15. | «I Don't Wanna Stop»                             | Black Rain             | 4:00     |  |
| 16. | «Let Me Hear You Scream»                         | Scream                 | 5:07     |  |
| 17. | «Paranoid» (live at The Roundhouse, London 2010) | Inédita                | 3:26     |  |

### DVD 1
Videoclips
- "Bark at the Moon"
- "So Tired"
- "The Ultimate Sin"
- "Lightning Strikes"
- "Crazy Train"
- "Miracle Man"
- "Crazy Babies"
- "Breaking All the Rules"
- "No More Tears"
- "Mama, I'm Coming Home"
- "Mr. Tinkertrain"
- "Time After Time"
- "Road to Nowhere"
- "I Don't Want to Change the World" (live)
- "Changes"
- "Perry Mason"
- "I Just Want You"
- "See You on the Other Side"
- "Back on Earth"
- "Gets Me Through"
- "Dreamer"
- "In My Life"
- "I Don't Wanna Stop"
- "Let Me Hear You Scream"
- "Life Won't Wait"
- "Let It Die"

### DVD 2
Entrevistas y presentaciones en vivo
Rochester, NY 1981
- "I Don't Know"
- "Suicide Solution"
- "Mr Crowley"
- "Crazy Train"

Albuquerque, NM 1982
- "Over the Mountain"

MTV 1982 New York
- "Fairies Wear Boots"

Entertainment USA 1984 Kansas City, MO 1986
- "Bark at the Moon"
- "Never Know Why"
- "Killer of Giants"
- "Thank God for the Bomb"
- "Secret Loser"

Philadelphia, PA 1989
- "Bloodbath in Paradise"
- "Tattooed Dancer"
- "Miracle Man"

MTV 1989 Marquee, UK 1991
- "Bark at the Moon"

San Diego, CA 1992
- "I Don't Want to Change the World"
- "Road to Nowhere"

Japan 1992
- "No More Tears"
- "Desire"

MTV 1992
- "Mama, I'm Coming Home"

Studio 1992
- Ozzmosis Recording Sessions 1992

Ozzfest 1996
- "Perry Mason"

Tokyo, Japan 2001
- "Gets Me Through"

Ozzfest 2007
- "Not Going Away"

Las Vegas, NV 2007
- "I Don't Wanna Stop"

London, England 2010
- "Let Me Hear You Scream"

Philadelphia, PA 1989
- "Flying High Again"

Tokyo, Japan 2001
- "Believer"

## Personal
Canciones 1-4
- Ozzy Osbourne - voz
- Randy Rhoads - guitarra
- Bob Daisley - bajo
- Lee Kerslake - batería
- Don Airey - teclados

Canción 5
- Ozzy Osbourne - voz
- Jake E. Lee - guitarra
- Bob Daisley - bajo
- Tommy Aldridge - batería
- Don Airey - teclados

Canción 6
- Ozzy Osbourne - voz
- Jake E. Lee - guitarra
- Phil Soussan - bajo
- Randy Castillo - batería

Canciones 7-10
- Ozzy Osbourne - voz
- Zakk Wylde - guitarra
- Bob Daisley - bajo
- Randy Castillo - dbatería
- John Sinclair - teclados

Canciones 11 y 12
- Ozzy Osbourne - voz
- Zakk Wylde - guitarra
- Geezer Butler - bajo
- Deen Castronovo - batería
- Rick Wakeman - teclados

Canciones 13 y 14
- Ozzy Osbourne - voz
- Zakk Wylde - guitarra
- Robert Trujillo - bajo
- Mike Bordin - batería
- Tim Palmer - teclados

Canción 15
- Ozzy Osbourne - voz
- Zakk Wylde - guitarra
- Rob Nicholson - bajo
- Mike Bordin - batería

Canciones 16 y 17
- Ozzy Osbourne - voz
- Gus G - guitarra
- Rob "Blasko" Nicholson - bajo
- Tommy Clufetos - batería
- Adam Wakeman - teclados

## Listas de éxitos
| Lista (2014)                    | Posición |
| ------------------------------- | -------- |
| Reino Unido (UK Albums Chart)   | 23       |
| Bélgica (Ultratop valona)       | 117      |
| Alemania (Media Control Charts) | 50       |
| Suecia (Sverigetopplistan)      | 58       |
| Suiza (Schweizer Hitparade)     | 71       |